# 117506 Вільдберг
117506 Вільдберг (117506 Wildberg) — астероїд головного поясу, відкритий 5 лютого 2005 року.
Тіссеранів параметр щодо Юпітера — 3,663.
Названо на честь міста ів Німеччині, в землі Баден-Вюртемберг нім. Wildberg (Schwarzwald).